# Nesolynx thymus
Nesolynx thymus är en stekelart som först beskrevs av Girault 1916.  Nesolynx thymus ingår i släktet Nesolynx och familjen finglanssteklar. Inga underarter finns listade i Catalogue of Life.